# Morti il 17 agosto
| Questa pagina contiene informazioni ricavate automaticamente dalle voci biografiche con l'ausilio del template Bio e di un bot. L'aggiornamento è periodico e automatico e ricostruisce completamente la pagina. Se manca una persona in questa lista, sei pregato di non aggiungerla, ma accertati piuttosto che la sua voce biografica contenga il template Bio e che i dati anagrafici siano correttamente compilati. Se il template Bio manca, inseriscilo tu stesso o, in alternativa, metti l'avviso {{tmp\|Bio}} che ne segnala la mancanza. Se i dati riportati sono sbagliati, correggi direttamente la voce biografica; le modifiche saranno visibili in questa lista entro pochi giorni. Per chiarimenti vedi il progetto biografie. La lista contiene solo le 482 persone che sono citate nell'enciclopedia e per le quali è stato implementato correttamente il template Bio. Pagina aggiornata al 17 ago 2025. |

## VI secolo(1)
- 502 - Eonio di Arles, vescovo

## VIII secolo(1)
- 754 - Carlomanno

## IX secolo(1)
- 818 - Bernardo d'Italia, sovrano (n. 797)

## X secolo(1)
- 903 - Elia di Enna, monaco cristiano italiano

## XI secolo(2)
- 1030 - Ernesto II di Svevia, nobile tedesco
- 1030 - Guarniero di Kyburg, nobile tedesco

## XII secolo(3)
- 1153 - Eustachio IV di Boulogne, conte
- 1167 - Nicolò Politi, santo italiano (n. 1117)
- 1198 - Donato da Ripacandida, religioso italiano (n. 1179)

## XIII secolo(2)
- 1202 - Alberto da Chiatina, religioso italiano (n. 1135)
- 1245 - File Szeretvai, nobile ungherese

## XIV secolo(5)
- 1304 - Go-Fukakusa, imperatore giapponese (n. 1243)
- 1308 - Chiara da Montefalco, religiosa italiana (n. 1268)
- 1338 - Nitta Yoshisada, militare giapponese (n. 1301)
- 1373 - Ambrogio Visconti, condottiero italiano (n. 1344)
- 1390 - Pierre de Sortenac, cardinale francese

## XV secolo(6)
- 1424 - Archibald Douglas, IV conte di Douglas, nobile e militare scozzese (n. 1372)
- 1424 - Guglielmo II di Narbona, nobile francese
- 1424 - John Stewart, conte di Buchan, militare e nobile scozzese
- 1438 - Angiolo Agostino Mazzinghi, religioso italiano (n. 1377)
- 1461 - Jacques de Milly, francese
- 1474 - Mahmud Pascià Angelović, militare, politico e poeta ottomano (n. 1420)

## XVI secolo(12)
- 1510 - Edmund Dudley, politico britannico (n. 1462)
- 1517 - Andrea Della Rena, umanista italiano (n. 1476)
- 1523 - Johannes Lazo, presbitero ungherese (n. 1448)
- 1543 - Antonio Sanseverino, cardinale e arcivescovo cattolico italiano (n. 1477)
- 1553 - Carlo II di Savoia, nobile (n. 1486)
- 1559 - Lorenzo Priuli, doge (n. 1489)
- 1560 - Braccio Martelli, vescovo cattolico italiano (n. 1501)
- 1571 - Marcantonio Bragadin, politico e militare italiano (n. 1523)
- 1574 - Jerónimo Luis de Cabrera, militare, esploratore e condottiero spagnolo (n. 1528)
- 1581 - Sabina di Württemberg, nobile (n. 1549)
- 1587 - Filippo Guastavillani, cardinale italiano (n. 1541)
- 1590 - Giacomo III di Baden-Hachberg, nobile tedesco (n. 1562)

## XVII secolo(18)
- 1607 - Anselmo Marzato, cardinale, arcivescovo cattolico e teologo italiano (n. 1557)
- 1617 - Giovanni Beatrice, brigante italiano (n. 1576)
- 1630 - Isabella Gonzaga di Novellara, nobile italiana (n. 1578)
- 1633 - Giacomo Kyuhei Gorobioye Tomonaga, religioso giapponese (n. 1582)
- 1635 - Francisco de Moncada, diplomatico, militare e scrittore spagnolo (n. 1586)
- 1637 - Johann Gerhard, teologo tedesco (n. 1582)
- 1640 - Wilhelm Kettler, duca lettone (n. 1574)
- 1642 - Friedrich Kettler, duca (n. 1569)
- 1644 - Giovanna della Scala, nobildonna tedesca (n. 1574)
- 1646 - Alessandro Albini, pittore italiano (n. 1568)
- 1646 - Álvaro de Bazán, generale spagnolo (n. 1571)
- 1652 - Giovanni Antonio Galli, pittore italiano (n. 1585)
- 1657 - Robert Blake, ammiraglio inglese (n. 1599)
- 1676 - Hans Jakob Christoffel von Grimmelshausen, scrittore tedesco (n. 1621)
- 1677 - Gian Giordano Gonzaga, nobile italiano (n. 1640)
- 1678 - Prospero Fagnani Boni, giurista italiano (n. 1588)
- 1681 - Nikon, monaco cristiano russo (n. 1605)
- 1690 - Gasparo Cavalieri, cardinale e arcivescovo cattolico italiano (n. 1648)

## XVIII secolo(23)
- 1720 - Anne Le Fèvre Dacier, traduttrice e filologa classica francese (n. 1647)
- 1727 - Louis I de Rohan-Chabot, nobile francese (n. 1652)
- 1736 - James Berkeley, III conte di Berkeley, ammiraglio britannico (n. 1679)
- 1736 - Jeanne Delanoue, religiosa e santa francese (n. 1666)
- 1738 - Francesco Barberini, cardinale e vescovo cattolico italiano (n. 1662)
- 1739 - Girolamo Bax, scrittore italiano (n. 1684)
- 1742 - Domenico Maria Muratori, pittore italiano (n. 1661)
- 1753 - Michele Ricciardi, pittore italiano (n. 1671)
- 1758 - Stepan Fëdorovič Apraksin, generale, diplomatico e politico russo (n. 1702)
- 1762 - Shah Waliullah Dihlawi, teologo e mistico indiano (n. 1703)
- 1764 - Michail Ivanovič Daškov, diplomatico russo (n. 1736)
- 1767 - Gaspare Diziani, pittore italiano (n. 1689)
- 1768 - Vasilij Kirillovič Tredjakovskij, poeta e traduttore russo (n. 1703)
- 1769 - Giuseppe Bazzani, pittore italiano (n. 1690)
- 1772 - Christen Lindencrone, mercante danese (n. 1703)
- 1777 - Giuseppe Scarlatti, compositore italiano (n. 1712)
- 1778 - Carlo Maria Raimondo d'Arenberg, nobile e generale austriaco (n. 1721)
- 1779 - Samuel e Nathaniel Buck, incisore britannico (n. 1696)
- 1782 - Antonio Martinelli, compositore italiano (n. 1704)
- 1785 - Jonathan Trumbull, politico statunitense (n. 1710)
- 1786 - Federico II di Prussia, re (n. 1712)
- 1788 - Gerasimo III di Alessandria, arcivescovo ortodosso greco
- 1794 - Elisabetta Augusta del Palatinato-Sulzbach, nobile tedesca (n. 1721)

## XIX secolo(57)
- 1806 - John Dennis, politico statunitense (n. 1771)
- 1807 - Ivan Ivanovič Michel'son, generale russo (n. 1740)
- 1807 - Johannes Nikolaus Tetens, filosofo e matematico tedesco (n. 1736)
- 1809 - Matthew Boulton, imprenditore britannico (n. 1728)
- 1809 - Leopold Lorenz von Strassoldo, militare italiano (n. 1739)
- 1810 - François Cabarrus, banchiere e politico spagnolo (n. 1752)
- 1812 - Simon-Pierre Mérard de Saint-Just, scrittore francese (n. 1749)
- 1823 - Carolina di Nassau-Usingen, nobile tedesca (n. 1762)
- 1824 - Charles Gabriel Lemonnier, pittore francese (n. 1743)
- 1826 - Sarah Lennox, nobildonna inglese (n. 1745)
- 1832 - Pierre Daumesnil, generale francese (n. 1776)
- 1834 - Hans Frisak, matematico e cartografo norvegese (n. 1773)
- 1834 - Husein Gradaščević, militare bosniaco (n. 1802)
- 1834 - Leopoldina Naudet, religiosa italiana (n. 1773)
- 1836 - Carlo d'Assia-Kassel, principe (n. 1744)
- 1837 - John Floyd, politico e militare statunitense (n. 1783)
- 1837 - Angelo Monticelli, pittore italiano (n. 1778)
- 1838 - Alessandro Aleandri, politico e scrittore italiano (n. 1762)
- 1838 - Lorenzo Da Ponte, presbitero, poeta e librettista italiano (n. 1749)
- 1841 - Carlo Odescalchi, cardinale e arcivescovo cattolico italiano (n. 1785)
- 1847 - Thomas Griffiths Wainewright, artista, critico d'arte e giornalista britannico (n. 1794)
- 1850 - José de San Martín, generale, patriota e rivoluzionario argentino (n. 1778)
- 1850 - Francesco Serra-Cassano, cardinale, arcivescovo cattolico e diplomatico italiano (n. 1783)
- 1852 - Pompeo Litta Biumi, storico, militare e politico italiano (n. 1781)
- 1855 - Vladimir Alekseevič Miljutin, economista, scrittore e storico russo (n. 1821)
- 1860 - Frédéric Regnault de La Susse, ammiraglio francese (n. 1788)
- 1861 - Giacomo Piccolomini, cardinale italiano (n. 1795)
- 1865 - Charles Cavendish-Bentinck, prete britannico (n. 1817)
- 1866 - Antonio Salvotti, magistrato austriaco (n. 1789)
- 1868 - Franz Breit, medico tedesco (n. 1817)
- 1868 - William Neville, IV conte di Abergavenny, nobile inglese (n. 1792)
- 1869 - Andrew J. Grayson, artista e ornitologo statunitense (n. 1819)
- 1869 - Stefan von Wernhardt, generale austriaco (n. 1806)
- 1870 - Jean-Baptiste Louis Gros, diplomatico, nobile e fotografo francese (n. 1793)
- 1872 - Ignazio Calvi, scacchista e compositore di scacchi italiano (n. 1797)
- 1872 - Spiridon Palauzov, storico bulgaro (n. 1818)
- 1873 - William M. Meredith, avvocato e politico statunitense (n. 1799)
- 1873 - Francesco Antonio Turati, imprenditore, filantropo e nobile italiano (n. 1802)
- 1875 - John B. Weller, politico e diplomatico statunitense (n. 1812)
- 1876 - Maximilian Joseph von Chelius, oculista e chirurgo tedesco (n. 1794)
- 1880 - Ole Bull, violinista e compositore norvegese (n. 1810)
- 1880 - Ulysse Parent, attivista francese (n. 1828)
- 1881 - Élisabeth Turgeon, religiosa canadese (n. 1840)
- 1883 - Charles Gaillardot, botanico e medico francese (n. 1814)
- 1883 - Roger William Bede Vaughan, arcivescovo cattolico britannico (n. 1834)
- 1885 - Aga Khan II, imam persiano (n. 1830)
- 1886 - Aleksandr Michajlovič Butlerov, chimico russo (n. 1828)
- 1887 - Ulisse Bandera, politico italiano (n. 1813)
- 1890 - Orazio Silvestri, geologo e vulcanologo italiano (n. 1835)
- 1891 - Jean-Joseph Thonissen, politico e avvocato belga (n. 1816)
- 1893 - Aleksej Nikolaevič Apuchtin, poeta e romanziere russo (n. 1840)
- 1893 - John William Casilear, pittore e incisore statunitense (n. 1811)
- 1896 - Antonmaria Bonetti, militare, giornalista e scrittore italiano (n. 1849)
- 1896 - Élie-Abel Carrière, botanico francese (n. 1818)
- 1897 - Maurizio Dufour, architetto italiano (n. 1826)
- 1898 - Carl Zeller, compositore austriaco (n. 1842)
- 1900 - Raimundo Andueza Palacio, politico venezuelano (n. 1846)

## XX secolo(230)
- 1901 - Edmond Audran, compositore francese (n. 1842)
- 1903 - Hans Gude, pittore norvegese (n. 1825)
- 1905 - Carisio Ciavarini, archivista e archeologo italiano (n. 1837)
- 1906 - Giuseppe Borsani, politico e ingegnere italiano (n. 1850)
- 1907 - Alexander Bonsor, calciatore inglese (n. 1851)
- 1908 - Domenico Amanzio, matematico e astronomo italiano (n. 1854)
- 1908 - José Cueto Díez de la Maza, vescovo cattolico spagnolo (n. 1839)
- 1908 - Radoje Domanović, scrittore e insegnante serbo (n. 1871)
- 1909 - Madan Lal Dhingra, attivista e rivoluzionario indiano (n. 1883)
- 1910 - Rinaldo Carnielo, scultore italiano (n. 1853)
- 1910 - Antonio Zannoni, architetto, ingegnere e archeologo italiano (n. 1833)
- 1911 - Giuseppe Leonardi, patriota italiano (n. 1840)
- 1911 - Francis Patrick Moran, cardinale e arcivescovo cattolico irlandese (n. 1830)
- 1911 - Petro Nini Luarasi, attivista, presbitero e insegnante albanese (n. 1864)
- 1912 - Pietro Barilla, imprenditore italiano (n. 1845)
- 1916 - Umberto Boccioni, pittore, scultore e scrittore italiano (n. 1882)
- 1916 - Francesco Coppola Castaldo, pittore italiano (n. 1847)
- 1916 - Algernon Freeman-Mitford, I barone Redesdale, nobile, diplomatico e scrittore inglese (n. 1837)
- 1916 - Svetozár Hurban Vajanský, scrittore, critico letterario e politico slovacco (n. 1847)
- 1916 - Paul Koechlin, imprenditore e aviatore francese (n. 1881)
- 1917 - W.J. Lincoln, commediografo, regista e sceneggiatore australiano (n. 1870)
- 1919 - Gustav Jahn, alpinista, pittore e grafico austriaco (n. 1863)
- 1920 - Antonio Ceci, medico e chirurgo italiano (n. 1852)
- 1920 - Giovanni Celoria, astronomo e politico italiano (n. 1842)
- 1920 - Ray Chapman, giocatore di baseball statunitense (n. 1891)
- 1921 - David Henderson, generale scozzese (n. 1862)
- 1922 - Lucien Itsweire, ciclista su strada francese (n. 1880)
- 1924 - Paul Natorp, filosofo e storico tedesco (n. 1854)
- 1924 - Pavel Samuilovič Uryson, matematico russo (n. 1898)
- 1925 - John Hawtrey, calciatore inglese (n. 1850)
- 1925 - Ioan Slavici, scrittore rumeno (n. 1848)
- 1927 - Erik Ivar Fredholm, matematico svedese (n. 1866)
- 1928 - Emma Carelli, soprano italiano (n. 1877)
- 1928 - Francesco Ghittoni, pittore italiano (n. 1855)
- 1928 - George Otto Trevelyan, storico e politico inglese (n. 1838)
- 1928 - Frank Urson, regista, direttore della fotografia e sceneggiatore statunitense (n. 1887)
- 1929 - Elek Benedek, scrittore, giornalista e pubblicista ungherese (n. 1859)
- 1929 - Giorgio Carmelich, pittore italiano (n. 1907)
- 1930 - Leó Forgács, scacchista ungherese (n. 1881)
- 1931 - Antonio Salvetti, architetto, pittore e politico italiano (n. 1854)
- 1931 - A'Lelia Walker, imprenditrice statunitense (n. 1885)
- 1933 - Henri Brémond, storico e critico letterario francese (n. 1865)
- 1933 - Jules Lecomte, calciatore belga (n. 1883)
- 1933 - Giovanni Battista Marieni, generale italiano (n. 1858)
- 1933 - Eric Powell, canottiere britannico (n. 1886)
- 1934 - Charles-Albert-Joseph Lecomte, vescovo cattolico francese (n. 1867)
- 1935 - Adam Gunn, multiplista statunitense (n. 1872)
- 1935 - Charlotte Perkins Gilman, sociologa, scrittrice e poetessa statunitense (n. 1860)
- 1936 - Giovanni Gallina, diplomatico e politico italiano (n. 1852)
- 1937 - Marcel Besson, ingegnere francese (n. 1889)
- 1937 - Alfonso Chiapparo, aviatore e militare italiano (n. 1902)
- 1937 - Gherardo Pantano, generale italiano (n. 1868)
- 1938 - Jane Toppan, assassina seriale statunitense (n. 1854)
- 1939 - Wojciech Korfanty, giornalista, politico e attivista polacco (n. 1873)
- 1940 - Billy Fiske, bobbista e militare statunitense (n. 1911)
- 1940 - Camillo Mussi, hockeista su ghiaccio italiano (n. 1911)
- 1940 - Gualtiero Serafino, militare italiano (n. 1919)
- 1942 - Hermann Blumenthal, scultore tedesco (n. 1905)
- 1942 - Irène Némirovsky, scrittrice francese (n. 1903)
- 1943 - Augusto Cristina, calciatore italiano (n. 1914)
- 1943 - Walter Thiel, ingegnere tedesco (n. 1910)
- 1944 - Flavio Busonera, partigiano italiano (n. 1894)
- 1944 - Felice Cordero di Pamparato, nobile, militare e partigiano italiano (n. 1919)
- 1944 - Robert Frazer, attore cinematografico statunitense (n. 1891)
- 1944 - Clemente Lampioni, partigiano italiano (n. 1904)
- 1944 - Luigi Pierobon, partigiano e antifascista italiano (n. 1922)
- 1944 - Francisco Ponzán Vidal, anarchico spagnolo (n. 1911)
- 1944 - Cataldo Presicci, ufficiale e antifascista italiano (n. 1905)
- 1944 - Paul Wormser, schermidore francese (n. 1905)
- 1945 - Roberto Corsini, pittore, intarsiatore e fotografo italiano (n. 1894)
- 1945 - Gino Marinuzzi, direttore d'orchestra e compositore italiano (n. 1882)
- 1945 - Fernando Nizza, calciatore e dirigente sportivo italiano (n. 1884)
- 1945 - Harry von Rochow, cavaliere tedesco (n. 1881)
- 1946 - Harry Culver, imprenditore statunitense (n. 1880)
- 1946 - Channing Pollock, commediografo, sceneggiatore e compositore statunitense (n. 1880)
- 1947 - Eugenio di Svezia, principe svedese (n. 1865)
- 1951 - Luigi Cacciatore, politico e sindacalista italiano (n. 1900)
- 1951 - Antonio Riva, aviatore italiano (n. 1896)
- 1952 - Dick Bergström, velista svedese (n. 1886)
- 1952 - Romano Calò, attore e regista radiofonico italiano (n. 1883)
- 1953 - Albert Austin, attore, sceneggiatore e regista britannico (n. 1882)
- 1953 - Tom Chatterton, attore e regista statunitense (n. 1881)
- 1953 - Banister Fletcher, storico dell'architettura e architetto inglese (n. 1866)
- 1953 - Andrzej Kwiek, astronomo polacco (n. 1916)
- 1953 - Nella Marchesini, pittrice e illustratrice italiana (n. 1901)
- 1954 - Gao Gang, politico e generale cinese (n. 1905)
- 1954 - Billy Murray, cantante statunitense (n. 1877)
- 1955 - Ernesto Carpano Maglioli, avvocato e politico italiano (n. 1887)
- 1955 - Fernand Léger, pittore francese (n. 1881)
- 1955 - Antoine Poidebard, militare, religioso e archeologo francese (n. 1878)
- 1956 - Abram Il'ič Jampol'skij, violinista sovietico (n. 1890)
- 1957 - Mario Albertini, nuotatore italiano (n. 1885)
- 1958 - Giulio Caprin, giornalista, saggista e poeta italiano (n. 1880)
- 1958 - Arthur Fox, schermidore statunitense (n. 1878)
- 1958 - Karl Kennepohl, numismatico tedesco (n. 1895)
- 1958 - John Hubert Marshall, archeologo britannico (n. 1876)
- 1958 - Rosie Boote, attrice e cantante irlandese (n. 1878)
- 1958 - Francesco Sacco, generale e politico italiano (n. 1877)
- 1958 - Florent Schmitt, compositore francese (n. 1870)
- 1958 - Dudley de Chair, ammiraglio britannico (n. 1864)
- 1959 - Regina Doria, ballerina e coreografa italiana (n. 1901)
- 1959 - Franz Putzendopler, allenatore di calcio austriaco (n. 1890)
- 1960 - Raymond Frémont, calciatore francese (n. 1890)
- 1960 - Fernand Rivers, attore, regista e produttore cinematografico francese (n. 1879)
- 1961 - Ferdinand Payan, ciclista su strada francese (n. 1870)
- 1961 - Tom Reed, sceneggiatore statunitense (n. 1901)
- 1961 - Carlos Salzedo, arpista, compositore e direttore d'orchestra statunitense (n. 1885)
- 1962 - Frédéric Marie Blessing, missionario e vescovo cattolico olandese (n. 1886)
- 1962 - Peter Fechter, tedesco (n. 1944)
- 1962 - Voldemārs Žins, calciatore lettone (n. 1905)
- 1963 - Richard Barthelmess, attore statunitense (n. 1895)
- 1963 - Beniamino Nicola, calciatore e medico italiano (n. 1879)
- 1964 - Oda Alstrup, attrice danese (n. 1888)
- 1964 - Jon Iversen, attore e regista danese (n. 1889)
- 1965 - Giovanni Bernasconi, progettista italiano (n. 1901)
- 1965 - Jack Spicer, poeta statunitense (n. 1925)
- 1966 - Ken Miles, pilota automobilistico britannico (n. 1918)
- 1966 - François Piétri, politico, storico e militare francese (n. 1882)
- 1967 - Giuseppe Pagano, magistrato italiano (n. 1877)
- 1968 - Clessie Cummins, imprenditore e inventore statunitense (n. 1888)
- 1968 - Nils Karlsson, calciatore svedese (n. 1897)
- 1968 - Bruno Paul, architetto e disegnatore tedesco (n. 1874)
- 1968 - Walter Poppe, generale tedesco (n. 1892)
- 1969 - Ferdinand Cattini, hockeista su ghiaccio svizzero (n. 1916)
- 1969 - Ludwig Mies van der Rohe, architetto e designer tedesco (n. 1886)
- 1969 - Giordano Picciga, calciatore italiano (n. 1909)
- 1969 - Otto Stern, fisico tedesco (n. 1888)
- 1970 - Lois Butler, sciatrice alpina e aviatrice canadese (n. 1897)
- 1970 - Antonio Pensa, anatomista italiano (n. 1874)
- 1971 - Enzo Aita, tenore italiano (n. 1903)
- 1971 - Horace McMahon, attore statunitense (n. 1906)
- 1971 - Joe Smith, allenatore di calcio e calciatore inglese (n. 1889)
- 1972 - Aleksandr Valentinovič Vampilov, drammaturgo sovietico (n. 1937)
- 1973 - Conrad Aiken, scrittore e poeta statunitense (n. 1889)
- 1973 - Jean Barraqué, compositore francese (n. 1928)
- 1973 - Oliviero Conti, calciatore italiano (n. 1933)
- 1973 - Antonio Fonda Savio, militare, partigiano e imprenditore italiano (n. 1895)
- 1973 - William Milbourne James, ammiraglio britannico (n. 1881)
- 1973 - Giulio Cesare Pupilli, fisiologo italiano (n. 1893)
- 1973 - Dawson Walker, allenatore di calcio scozzese (n. 1916)
- 1974 - Aldo Palazzeschi, scrittore e poeta italiano (n. 1885)
- 1974 - Albe Steiner, grafico e partigiano italiano (n. 1913)
- 1975 - Siegfried Arno, attore tedesco (n. 1895)
- 1975 - René Bastard, illustratore e scrittore francese (n. 1900)
- 1975 - Elsa Wagner, attrice tedesca (n. 1881)
- 1976 - Maurice Dobb, economista inglese (n. 1900)
- 1976 - William Redfield, attore statunitense (n. 1927)
- 1976 - Murvyn Vye, attore statunitense (n. 1913)
- 1977 - Delmer Daves, regista e sceneggiatore statunitense (n. 1904)
- 1977 - Roberto Infascelli, regista, sceneggiatore e produttore cinematografico italiano (n. 1938)
- 1977 - Éloi Tassin, ciclista su strada francese (n. 1912)
- 1978 - Ahmet Kireççi, lottatore turco (n. 1914)
- 1978 - Carlo Mastrosimone, politico italiano (n. 1903)
- 1978 - Vera Mareckaja, attrice sovietica (n. 1906)
- 1979 - Angelo De Martini, pistard e ciclista su strada italiano (n. 1897)
- 1979 - Vivian Vance, attrice e cantante statunitense (n. 1909)
- 1979 - Alf Ross, filosofo danese (n. 1899)
- 1979 - Carmen Zanti, politica e partigiana italiana (n. 1923)
- 1980 - Gwen Bristow, attrice, sceneggiatrice e giornalista statunitense (n. 1903)
- 1981 - Mariama Bâ, scrittrice senegalese (n. 1929)
- 1981 - Giorgio Ferroni, regista italiano (n. 1908)
- 1981 - Dominick Napolitano, mafioso statunitense (n. 1930)
- 1981 - Augusto Pettenò, partigiano italiano (n. 1907)
- 1981 - Ervino Pocar, germanista e traduttore italiano (n. 1892)
- 1981 - Amilcare Rotta, bobbista e dirigente sportivo italiano (n. 1911)
- 1981 - Claudio Cesare Secchi, critico letterario, scrittore e latinista italiano (n. 1897)
- 1981 - Francis Turatello, criminale italiano (n. 1944)
- 1982 - Ruth First, attivista e sociologa sudafricana (n. 1925)
- 1982 - Bruno Nöckler, sciatore alpino italiano (n. 1956)
- 1982 - Ilario Pegorari, sciatore alpino e allenatore di sci alpino italiano (n. 1949)
- 1982 - Barney Phillips, attore statunitense (n. 1913)
- 1982 - Herbert Tobias, fotografo e attore tedesco (n. 1924)
- 1982 - Ihor Naumovyč Šamo, compositore ucraino (n. 1925)
- 1983 - Ira Gershwin, librettista e paroliere statunitense (n. 1896)
- 1983 - Takashi Itoyama, cestista giapponese (n. 1932)
- 1983 - Georgij Borisovič Ščukin, regista sovietico (n. 1925)
- 1984 - Luis Franco Cascón, vescovo cattolico spagnolo (n. 1908)
- 1984 - Rinaldo Donzelli, artista e designer italiano (n. 1921)
- 1984 - Bruno Premiani, fumettista e illustratore italiano (n. 1907)
- 1985 - Gaspare Ambrosini, politico, magistrato e costituzionalista italiano (n. 1886)
- 1985 - Carlo Giorda, alpinista italiano (n. 1946)
- 1986 - Tita Mozzoni, pittore italiano (n. 1894)
- 1986 - Luis Pasarín, calciatore e allenatore di calcio spagnolo (n. 1902)
- 1987 - Clarence Brown, regista, montatore e produttore cinematografico statunitense (n. 1890)
- 1987 - Carlos Drummond de Andrade, poeta, scrittore e funzionario brasiliano (n. 1902)
- 1987 - Rudolf Hess, politico e generale tedesco (n. 1894)
- 1987 - Shaike Ophir, attore e mimo israeliano (n. 1929)
- 1988 - Jack Cutting, animatore e regista statunitense (n. 1908)
- 1988 - Nino Frank, scrittore, conduttore radiofonico e critico cinematografico italiano (n. 1904)
- 1988 - Bruno Mathsson, designer e architetto svedese (n. 1907)
- 1988 - Victoria Shaw, attrice australiana (n. 1935)
- 1988 - Jack Straus, giocatore di poker statunitense (n. 1930)
- 1988 - Muhammad Zia-ul-Haq, generale pakistano (n. 1924)
- 1989 - Franco Bemporad, pittore e sceneggiatore italiano (n. 1926)
- 1989 - Agostino Ferrin, basso italiano (n. 1928)
- 1989 - Uberto Limentani, critico letterario, antifascista e italianista italiano (n. 1913)
- 1989 - Lawrence Stevens, pugile sudafricano (n. 1913)
- 1990 - Pearl Bailey, attrice e cantante statunitense (n. 1918)
- 1990 - Giuseppe Gallo, calciatore italiano (n. 1940)
- 1990 - Maria Paudler, attrice tedesca (n. 1903)
- 1991 - Don Dubbins, attore statunitense (n. 1928)
- 1992 - Mary Fitzalan-Howard, nobildonna inglese (n. 1905)
- 1992 - Paolo Gozlino, ballerino, coreografo e attore italiano (n. 1926)
- 1992 - John Maclay, politico scozzese (n. 1905)
- 1992 - Barbara Morgan, fotografa statunitense (n. 1900)
- 1992 - Al Parker, attore pornografico statunitense (n. 1952)
- 1994 - Luigi Chinetti, pilota automobilistico, imprenditore e dirigente sportivo italiano (n. 1901)
- 1994 - Jack Sharkey, pugile statunitense (n. 1902)
- 1995 - Elio Gigante, impresario teatrale italiano (n. 1907)
- 1995 - David Warrilow, attore britannico (n. 1934)
- 1996 - Catherine Shipe East, attivista statunitense (n. 1916)
- 1997 - Secondo Magni, ciclista su strada italiano (n. 1912)
- 1997 - Jan Rogowski, militare e aviatore polacco (n. 1915)
- 1998 - Pierre Deniker, medico francese (n. 1917)
- 1998 - Terry Garvin, wrestler canadese (n. 1937)
- 1998 - Tameo Ide, calciatore giapponese (n. 1908)
- 1998 - Władysław Komar, pesista e attore polacco (n. 1940)
- 1998 - Ilva Ligabue, soprano italiano (n. 1932)
- 1998 - Raquel Rastenni, cantante danese (n. 1915)
- 1998 - Fulvio Sisti, sassofonista, cantante e pittore italiano (n. 1955)
- 1998 - Tadeusz Ślusarski, astista polacco (n. 1950)
- 1998 - Ab de Vries, calciatore olandese (n. 1913)
- 1999 - Reiner Klimke, cavaliere tedesco (n. 1936)
- 1999 - Antonio Pecoraro, politico italiano (n. 1914)
- 1999 - Teixeirinha, calciatore brasiliano (n. 1922)
- 2000 - Erich Borchmeyer, velocista tedesco (n. 1905)
- 2000 - Franco Donatoni, compositore italiano (n. 1927)
- 2000 - Vasilīs Efraimidīs, giornalista e politico greco (n. 1915)
- 2000 - Hans Diedrich von Tiesenhausen, militare tedesco (n. 1916)
- 2000 - Robert R. Gilruth, ingegnere aeronautico statunitense (n. 1913)

## XXI secolo(120)
- 2001 - Charles Stuart William Palmer, judoka e dirigente sportivo britannico (n. 1930)
- 2001 - Vittorio Ripamonti, attore italiano (n. 1916)
- 2001 - François Santoni, terrorista francese (n. 1960)
- 2002 - Valentin Nikolaevič Pluček, regista sovietico (n. 1909)
- 2003 - Jack Grech, calciatore maltese (n. 1932)
- 2003 - Franco Jamonte, attore italiano (n. 1913)
- 2004 - Bülent Aziz Esel, calciatore turco (n. 1927)
- 2004 - Mario De Micheli, critico d'arte e critico letterario italiano (n. 1914)
- 2004 - Shizuo Kakutani, matematico giapponese (n. 1911)
- 2004 - Giorgia O'Brien, cantante e attrice italiana (n. 1928)
- 2004 - Gérard Souzay, baritono francese (n. 1918)
- 2005 - Tonino Delli Colli, direttore della fotografia italiano (n. 1921)
- 2006 - Joan Dalmau, cestista spagnolo (n. 1924)
- 2006 - Vernon Ingram, biologo statunitense (n. 1924)
- 2006 - Arturo Maffei, lunghista e calciatore italiano (n. 1909)
- 2006 - Ivica Pajer, attore croato (n. 1934)
- 2006 - Bernard Rapp, regista francese (n. 1945)
- 2006 - Maureen Kennedy Salaman, scrittrice statunitense (n. 1936)
- 2006 - Bob Wilson, calciatore inglese (n. 1928)
- 2007 - Jos Brink, attore, cabarettista e conduttore televisivo olandese (n. 1942)
- 2007 - Eddie Griffin, cestista statunitense (n. 1982)
- 2008 - Willi Billmann, calciatore tedesco (n. 1911)
- 2008 - John Michael King, attore teatrale statunitense (n. 1926)
- 2008 - Franco Sensi, imprenditore, dirigente sportivo e politico italiano (n. 1926)
- 2009 - Gianni Basso, sassofonista e compositore italiano (n. 1931)
- 2009 - Paul Hogue, cestista statunitense (n. 1940)
- 2009 - Tullio Kezich, critico cinematografico, commediografo e sceneggiatore italiano (n. 1928)
- 2009 - Estela López, cestista paraguaiana (n. 1942)
- 2009 - Novruzali Mammadov, linguista e attivista azero (n. 1940)
- 2009 - Grażyna Miller, scrittrice e poetessa polacca (n. 1957)
- 2010 - Francesco Cossiga, politico e costituzionalista italiano (n. 1928)
- 2010 - Alfredo De Poi, politico italiano (n. 1945)
- 2010 - Frank Kermode, critico letterario britannico (n. 1919)
- 2010 - Agla Marsili, attrice italiana (n. 1946)
- 2010 - Bill Millin, militare scozzese (n. 1922)
- 2011 - Claudio Castiglioni, imprenditore italiano (n. 1947)
- 2011 - Salah Dessouki, schermidore egiziano (n. 1922)
- 2011 - Gérald Genta, progettista e gioielliere svizzero (n. 1931)
- 2011 - Gualtiero Jacopetti, giornalista e regista italiano (n. 1919)
- 2011 - Michel Mohrt, editore, scrittore e saggista francese (n. 1914)
- 2011 - Giuseppe Molina, calciatore italiano (n. 1922)
- 2011 - Carlo Pisati, politico italiano (n. 1935)
- 2011 - Pierre Quinon, astista francese (n. 1962)
- 2012 - Pál Bogár, cestista ungherese (n. 1927)
- 2012 - Anne Fillon, storica francese (n. 1931)
- 2012 - Uta Franz, attrice austriaca (n. 1935)
- 2012 - Bruno Nicolini, presbitero italiano (n. 1927)
- 2012 - Joaquín Luis Romero Marchent, regista e sceneggiatore spagnolo (n. 1921)
- 2013 - Stephen Antonakos, scultore greco (n. 1926)
- 2013 - Ottorino Beltrami, militare e dirigente d'azienda italiano (n. 1917)
- 2013 - Devin Gray, cestista statunitense (n. 1972)
- 2013 - John Hollander, poeta statunitense (n. 1929)
- 2013 - Joseph Hoàng Văn Tiệm, vescovo cattolico vietnamita (n. 1936)
- 2013 - Karl-Heinz Kalbfell, dirigente d'azienda tedesco (n. 1949)
- 2013 - David Landes, storico statunitense (n. 1924)
- 2013 - Justo Morán, cestista ecuadoriano (n. 1924)
- 2013 - Thomas Nguyễn Văn Tân, vescovo cattolico vietnamita (n. 1940)
- 2013 - Bruno Tognaccini, ciclista su strada italiano (n. 1932)
- 2014 - Visvaldis Eglītis, cestista sovietico (n. 1936)
- 2014 - Pierre Lagaillarde, avvocato e terrorista francese (n. 1931)
- 2014 - Gabriella Mondardini, antropologa italiana (n. 1941)
- 2014 - Sérgio Rodrigues, nuotatore e pallanuotista brasiliano (n. 1930)
- 2014 - Anatolij Samocvetov, martellista sovietico (n. 1932)
- 2014 - Joanie Spina, ballerina, coreografa e illusionista statunitense (n. 1953)
- 2014 - Dragoljub Čirić, scacchista serbo (n. 1935)
- 2015 - Karl Bormann, storico della filosofia, filologo classico e docente tedesco (n. 1928)
- 2015 - Donato Bruno, avvocato e politico italiano (n. 1948)
- 2015 - Yvonne Craig, attrice e ballerina statunitense (n. 1937)
- 2015 - Arsen Dedić, cantautore, compositore e attore croato (n. 1938)
- 2015 - Eduardo Guerrero, canottiere argentino (n. 1928)
- 2015 - Sylvia Hitchcock, modella statunitense (n. 1946)
- 2015 - László Paskai, cardinale e arcivescovo cattolico ungherese (n. 1927)
- 2016 - Virgilio Dalupan, allenatore di pallacanestro filippino (n. 1923)
- 2016 - Uli Emanuele, paracadutista e base jumper italiano (n. 1985)
- 2016 - Alberto Girelli, chimico e dirigente d'azienda italiano (n. 1922)
- 2016 - Arthur Hiller, regista canadese (n. 1923)
- 2016 - Víctor Mora, fumettista, scrittore e sceneggiatore spagnolo (n. 1931)
- 2016 - Nello Sforacchi, ciclista su strada e ciclocrossista italiano (n. 1922)
- 2017 - Franco Colletta, giornalista, scrittore e poeta italiano (n. 1926)
- 2017 - Federico Finozzi, nuotatore italiano (n. 1975)
- 2017 - Vittorio Gabrieli, critico letterario, traduttore e antifascista italiano (n. 1917)
- 2017 - Sonny Landham, attore statunitense (n. 1941)
- 2017 - Parker MacDonald, allenatore di hockey su ghiaccio e hockeista su ghiaccio canadese (n. 1933)
- 2017 - Fadwa Suleiman, attrice e attivista siriana (n. 1970)
- 2018 - Bob Bass, allenatore di pallacanestro e dirigente sportivo statunitense (n. 1929)
- 2018 - Leonard Boswell, politico e militare statunitense (n. 1934)
- 2018 - Claudio Lolli, cantautore e scrittore italiano (n. 1950)
- 2018 - Milli Martinelli, scrittrice, traduttrice e slavista italiana (n. 1926)
- 2019 - Cedric Benson, giocatore di football americano statunitense (n. 1982)
- 2019 - Jacques Diouf, politico e diplomatico senegalese (n. 1938)
- 2019 - Arnaldo Galli, pittore e disegnatore italiano (n. 1926)
- 2019 - Rosemary Kuhlmann, mezzosoprano e attrice teatrale statunitense (n. 1922)
- 2019 - Teodoro Palacios, altista guatemalteco (n. 1939)
- 2019 - Camillo Zanolli, fondista italiano (n. 1929)
- 2019 - Mohd Suffian Abdul Rahman, calciatore malese (n. 1978)
- 2020 - Folke Alnevik, velocista svedese (n. 1919)
- 2020 - Giuliano Dego, scrittore, poeta e traduttore italiano (n. 1932)
- 2020 - Eliseo Insfrán, calciatore paraguaiano (n. 1935)
- 2020 - Elsa Quarta, cantante italiana (n. 1938)
- 2020 - Mário de Araújo Cabral, pilota automobilistico portoghese (n. 1934)
- 2021 - Paulo António Alves, calciatore angolano (n. 1969)
- 2021 - Yvon Duhamel, pilota motociclistico canadese (n. 1939)
- 2021 - Chong-Sik Lee, scrittore nordcoreano (n. 1931)
- 2022 - Niccolò Ghedini, avvocato e politico italiano (n. 1959)
- 2022 - Motomu Kiyokawa, attore e doppiatore giapponese (n. 1935)
- 2022 - Franco Monticone, generale italiano (n. 1940)
- 2022 - Armindo Antônio Ranzolin, giornalista brasiliano (n. 1937)
- 2022 - Lori Williams, cestista statunitense (n. 1942)
- 2023 - Riccardo Bertani, linguista, scrittore e traduttore italiano (n. 1930)
- 2023 - Karol Bobko, astronauta e ingegnere statunitense (n. 1937)
- 2023 - Miroslav Bošković, calciatore serbo (n. 1947)
- 2023 - John Devitt, nuotatore australiano (n. 1937)
- 2023 - David Ostrosky, attore messicano (n. 1956)
- 2023 - Gudrun Pflüger, fondista di corsa in montagna, biologa e attivista austriaca (n. 1972)
- 2023 - Piero Prampolini, designer e progettista italiano (n. 1925)
- 2023 - Guillermo Timoner, pistard spagnolo (n. 1926)
- 2023 - Marko Vešović, scrittore, critico letterario e traduttore montenegrino (n. 1945)
- 2023 - Gary Young, musicista statunitense (n. 1953)
- 2024 - Giulio Fiou, politico italiano (n. 1938)
- 2024 - Silvio Santos, conduttore televisivo, imprenditore e dirigente d'azienda brasiliano (n. 1930)